# Apostolos Taskudis
Apostolos Taskudis (gr. Απόστολος Τασκούδης; ur. 22 kwietnia 1985) – grecki zapaśnik walczący w stylu wolnym. Olimpijczyk z Aten 2004, gdzie zajął szóste miejsce w kategorii 66 kg.
Czterokrotny uczestnik mistrzostw świata; siódmy w 2009. Piąty na mistrzostwach Europy w 2007. Drugi na mistrzostwach śródziemnomorskich w 2011 i trzeci w 2012. Jedenasty na Uniwersjadzie w 2013, jako zawodnik Uniwersytetu Arystotelesa w Salonikach. Mistrz świata w zapasach plażowych w 2012 i 2013; wicemistrz w 2014 i 2016, a trzeci w 2015 roku.
- Turniej w Atenach 2004

Wygrał z zawodnikiem Indii Rameshem Kumarem i przegrał z Ormianinem Żirajrem Howhannisjanem, Ukraińcem Elbrusem Tedejewem i Japończykiem Kazuhiko Ikematsu.